# Jordaaniella cuprea
Jordaaniella cuprea är en isörtsväxtart som först beskrevs av L. Bol., och fick sitt nu gällande namn av H.E.K. Hartm. Jordaaniella cuprea ingår i släktet Jordaaniella och familjen isörtsväxter. Inga underarter finns listade i Catalogue of Life.